# Ann-Kathrin Linsenhoff
Ann-Kathrin Linsenhoff, född den 1 augusti 1960 i Düsseldorf i Tyskland, är en västtysk ryttare.
Hon tog OS-guld i lagtävlingen i dressyr i samband med de olympiska ridsporttävlingarna 1988 i Los Angeles.